# Natação no Campeonato Mundial de Esportes Aquáticos de 2011 - 800 m livre masculino
A prova dos 800 metros livre masculino da natação no Campeonato Mundial de Esportes Aquáticos de 2011 ocorreu entre os dias 26 de julho e 27 de julho no Shanghai Oriental Sports Center  em Xangai.

## Recordes
Antes desta competição, os recordes mundiais e do campeonato nesta prova eram os seguintes:
| Tipo                  | Atleta    | Tempo   | Local | Data                |
| --------------------- | --------- | ------- | ----- | ------------------- |
|                       | Zhang Lin | 7:32.12 | Roma  | 29 de julho de 2009 |
| Recorde do campeonato | Zhang Lin | 7:32.12 | Roma  | 29 de julho de 2009 |

## Medalhistas
| Ouro           | Prata               | Bronze          |
| Sun Yang (CHN) | Ryan Cochrane (CAN) | Gergő Kis (HUN) |

## Resultados

### Eliminatórias
51 nadadores de 43 nações participaram da prova. Os 8 melhores competidores se classificaram para a final.
| Pos. | Bateria | Raia | Nadador              | Nacionalidade  | Tempo   | Notas            |
| ---- | ------- | ---- | -------------------- | -------------- | ------- | ---------------- |
| 1    | 7       | 4    | Sun Yang             | China          | 7:45.29 | Q                |
| 2    | 5       | 3    | Pál Joensen          | Ilhas Feroé    | 7:45.55 | Q,               |
| 3    | 5       | 4    | Ryan Cochrane        | Canadá         | 7:45.57 | Q                |
| 4    | 6       | 3    | Gergő Kis            | Hungria        | 7:48.33 | Q,               |
| 5    | 6       | 7    | Oussama Mellouli     | Tunísia        | 7:48.86 | Q                |
| 6    | 7       | 6    | Peter Vanderkaay     | Estados Unidos | 7:49.13 | Q                |
| 7    | 6       | 4    | Sébastien Rouault    | França         | 7:49.43 | Q                |
| 8    | 5       | 5    | Chad La Tourette     | Estados Unidos | 7:49.94 | Q                |
| 9    | 6       | 5    | Samuel Pizzetti      | Itália         | 7:51.59 |                  |
| 10   | 7       | 3    | Job Kienhuis         | Países Baixos  | 7:52.63 |                  |
| 11   | 6       | 2    | Mads Glæsner         | Dinamarca      | 7:54.57 |                  |
| 12   | 5       | 6    | Dai Jun              | China          | 7:54.63 |                  |
| 13   | 7       | 2    | Ryan Napoleon        | Austrália      | 7:56.84 |                  |
| 14   | 5       | 2    | Yohsuke Miyamoto     | Japão          | 7:57.13 |                  |
| 15   | 7       | 5    | Christian Kubusch    | Alemanha       | 7:58.20 |                  |
| 16   | 6       | 8    | Juan Martin Pereyra  | Argentina      | 7:59.06 | Recorde nacional |
| 17   | 6       | 6    | Federico Colbertaldo | Itália         | 8:01.10 |                  |
| 18   | 7       | 7    | Heerden Herman       | África do Sul  | 8:01.79 |                  |
| 19   | 4       | 6    | Anton Goncharov      | Ucrânia        | 8:02.07 |                  |
| 20   | 5       | 1    | Mark Randall         | África do Sul  | 8:02.45 |                  |
| 21   | 7       | 8    | Sergiy Frolov        | Ucrânia        | 8:03.87 |                  |
| 22   | 4       | 4    | David Brandl         | Áustria        | 8:05.66 |                  |
| 23   | 3       | 2    | Mateo de Angulo      | Colômbia       | 8:05.98 | Recorde nacional |
| 24   | 4       | 3    | Uladzimir Zhyharau   | Bielorrússia   | 8:06.04 |                  |
| 25   | 5       | 7    | Gergely Gyurta       | Hungria        | 8:06.14 |                  |

| Ver o restante da classificação | Ver o restante da classificação | Ver o restante da classificação | Ver o restante da classificação | Ver o restante da classificação | Ver o restante da classificação | Ver o restante da classificação |
| Pos.                            | Bateria                         | Raia                            | Nadador                         | Nacionalidade                   | Tempo                           | Notas                           |
| ------------------------------- | ------------------------------- | ------------------------------- | ------------------------------- | ------------------------------- | ------------------------------- | ------------------------------- |
| 26                              | 2                               | 7                               | Jan Karel Petric                | Eslovênia                       | 8:07.78                         |                                 |
| 27                              | 6                               | 1                               | Evgeny Kulikov                  | Rússia                          | 8:08.54                         |                                 |
| 28                              | 7                               | 1                               | Nikolay Bulakhov                | Rússia                          | 8:08.78                         |                                 |
| 29                              | 4                               | 7                               | Mohamed Farhoud                 | Egito                           | 8:10.35                         |                                 |
| 30                              | 4                               | 2                               | Daniel Delgadillo Faisal        | México                          | 8:10.82                         |                                 |
| 31                              | 4                               | 8                               | Jang Sang-Jin                   | Coreia do Sul                   | 8:11.94                         |                                 |
| 32                              | 3                               | 5                               | Ricardo Monasterio              | Venezuela                       | 8:12.16                         |                                 |
| 33                              | 4                               | 5                               | Florian Janistyn                | Áustria                         | 8:12.90                         |                                 |
| 34                              | 5                               | 8                               | Dylan Dunlop-Barrett            | Nova Zelândia                   | 8:13.06                         |                                 |
| 35                              | 3                               | 4                               | Ventsislav Aydarski             | Bulgária                        | 8:13.07                         |                                 |
| 36                              | 3                               | 1                               | Stefan Sorak                    | Sérvia                          | 8:14.45                         | Recorde nacional                |
| 37                              | 3                               | 6                               | Christian Bayo                  | Porto Rico                      | 8:17.02                         |                                 |
| 38                              | 3                               | 3                               | Esteban Enderica                | Equador                         | 8:17.22                         |                                 |
| 39                              | 2                               | 6                               | Anton Sveinn McKee              | Eslovênia                       | 8:17.83                         |                                 |
| 40                              | 2                               | 2                               | Kevin Soow Choy Yeap            | Malásia                         | 8:18.79                         | Recorde nacional                |
| 41                              | 4                               | 1                               | Květoslav Svoboda               | Chéquia                         | 8:20.41                         |                                 |
| 42                              | 3                               | 7                               | Ullalmath Gagan                 | Índia                           | 8:21.90                         | Recorde nacional                |
| 43                              | 3                               | 8                               | Nezir Karap                     | Turquia                         | 8:23.37                         |                                 |
| 44                              | 2                               | 8                               | Erazmo Maršanić                 | Croácia                         | 8:23.53                         |                                 |
| 45                              | 2                               | 5                               | Sobitjon Amilov                 | Uzbequistão                     | 8:27.35                         |                                 |
| 46                              | 2                               | 3                               | Marko Blazevski                 | Macedônia do Norte              | 8:27.39                         |                                 |
| 47                              | 2                               | 1                               | Pavol Jelenak                   | Eslováquia                      | 8:28.07                         |                                 |
| 48                              | 2                               | 4                               | Zhen Ren Teo                    | Singapura                       | 8:28.67                         |                                 |
| 49                              | 1                               | 5                               | Iacovos Hadjiconstantinou       | Chipre                          | 8:38.93                         |                                 |
| 50                              | 1                               | 4                               | Pavel Naroshkin                 | Estónia                         | 8:44.06                         |                                 |
| 51                              | 1                               | 3                               | Heimanu Sichan                  | Polinésia Francesa              | 9:00.87                         |                                 |

### Final
Estes são os resultados da final.
| Pos.              | Raia | Nadador           | Nacionalidade  | Tempo   | Notas            |
| ----------------- | ---- | ----------------- | -------------- | ------- | ---------------- |
| Medalha de ouro   | 4    | Sun Yang          | China          | 7:38.57 |                  |
| Medalha de prata  | 3    | Ryan Cochrane     | Canadá         | 7:41.86 | ,                |
| Medalha de bronze | 6    | Gergő Kis         | Hungria        | 7:44.94 | Recorde nacional |
| 4                 | 2    | Oussama Mellouli  | Tunísia        | 7:45.99 |                  |
| 5                 | 5    | Pál Joensen       | Ilhas Feroé    | 7:46.51 |                  |
| 6                 | 8    | Chad La Tourette  | Estados Unidos | 7:46.52 |                  |
| 7                 | 7    | Peter Vanderkaay  | Estados Unidos | 7:46.64 |                  |
| 8                 | 1    | Sébastien Rouault | França         | 7:55.91 |                  |

Legenda
| Recorde mundial       | Recorde mundial (World record)               |                       | Recorde africano                      | Recorde africano (African) |                                           | Q | Classificado por posição (Qualified) |
| Recorde do campeonato | Recorde do campeonato (Championship record)  | Recorde da América    | Recorde da América (Americas)         | q                          | Classificado por melhor tempo (Qualified) |   |                                      |
| Melhor marca do ano   | Melhor marca do ano (World leading)          | Recorde asiático      | Recorde asiático (Asian)              | DNS                        | Não largou (Did not start)                |   |                                      |
| Recorde nacional      | Recorde nacional (National record)           | Recorde europeu       | Recorde europeu (European)            | DNF                        | Não terminou (Did not finish)             |   |                                      |
| Recorde pessoal       | Recorde pessoal do atleta (Personal best)    | Recorde da Oceania    | Recorde da Oceania (Oceania)          | DSQ / DQ                   | Desclassificado (Disqualified)            |   |                                      |
| Recorde da temporada  | Recorde da temporada do atleta (Season best) | Recorde sul-americano | Recorde sul-americano (South America) | NM                         | Sem marca (No mark)                       |   |                                      |